# Christof Kirschnek
Christof Kirschnek (* 29. November 1912 in Haslau, Österreich-Ungarn; † 15. März 1971) war ein tschechoslowakisch-deutscher Politiker (KPTsch/SED), Partei- und Rundfunkfunktionär. Er war unter anderem Intendant von Radio Berlin International, dem Auslandssender des Rundfunks der DDR, sowie stellvertretender Vorsitzender des Staatlichen Rundfunkkomitees der DDR.

## Leben und Tätigkeit

### Frühe Jahre und Emigration
Kirschnek wuchs als Sohn eines Spinnereiarbeiters und einer Arbeiterin in den Sudetengebieten auf. Nach dem Besuch der Volks- und Bürgerschule wurde er von 1928 bis 1933 im Rahmen einer kaufmännischen Lehre (ohne Abschluss) zum Handlungsgehilfen ausgebildet. Anschließend arbeitete er einige Jahre lang in einer Weberei in Haslau.
Um 1926 trat er in den Kommunistischen Jugendverband der Tschechoslowakei und 1929 in die Kommunistische Partei der Tschechoslowakei (KPTsch) ein. In dieser übernahm er ab 1931 als Polit-Sekretär in Haslau erstmals Aufgaben als Funktionär (bis 1933). Von 1933 bis 1937 war Kirschnek arbeitslos. Politisch bekleidete er derweil von 1933 bis 1935 die Funktion des Organisationssekretärs der KPTSch-Bezirksleitung Asch. Zudem unterstützte er ab 1933 aktiv Emigranten, die aus dem nationalsozialistischen Deutschland geflohen waren. Insbesondere wirkte er am Einschmuggeln von antinazistischen Druckschriften kommunistischen Gepräges nach Deutschland mit. Von 1935 bis 1936 hielt Kirschnek sich zur illegalen Arbeit gegen das NS-Regime in Bayern auf. Nach seiner Rückkehr in die Tschechoslowakei wurde er Mitglied der KPTsch-Provinzialleitung in Westböhmen (bis 1938) und 1938 hauptamtliche Sekretär der KPTsch-Bezirksleitung Westböhmen mit Sitz in Karlsbad. Daneben war er in diesen Jahren Herausgeber der westböhmischen Zeitung Rote Fahne. Im September 1938 floh Kirschnek aufgrund der Annexion der Sudetengebiete – der westlichen Randgebiete des Tschechoslowakischen Staates – durch das Deutsche Reich nach Prag. Als sich im Frühjahr 1939 auch die Besetzung der im Herbst 1938 noch unabhängig gebliebenen Teile der Tschechoslowakei durch deutsche Armeen abzeichnete, ging er im Februar 1939 in die Emigration nach Großbritannien. In Großbritannien arbeitete Kirschnek von 1940 bis 1944 als Hilfsarbeiter in Manchester. Ab 1944 fungierte er als Assistent und von 1945 bis 1946 als Sekretär des Czechoslovak-British-Friendship-Club in London.

### Nachkriegszeit
Im Juni 1946 ging Kirschnek über die Tschechoslowakei in die Sowjetische Besatzungszone. Im selben Jahr wurde er Mitglied der Sozialistischen Einheitspartei Deutschlands (SED). Von September bis Dezember 1946 war er kurzzeitig Regierungsrat in der Umsiedlerabteilung der Landesregierung Mecklenburg, anschließend Redakteur bzw. ab März 1947 Chefredakteur beim Landessender Schwerin. Von 1948 bis 1949 studierte Kirschnek an der Parteihochschule „Karl Marx“. Von 1949 bis 1952 amtierte er als Intendant des Landessenders Schwerin und Vorsitzender des Landesvorstandes des Verbandes der Deutschen Presse in Mecklenburg. In den Jahren 1952 und 1953 war Kirschnek Leiter der Nachrichtenredaktion des Staatlichen Komitees für Rundfunk, anschließend vier Jahre lang, bis 1957, Leiter und Chefredakteur des Senders Leipzig. Von 1957 bis 1958 wurde er als Redakteur der deutschsprachigen Redaktion von Radio Moskau beschäftigt. Von 1958 bis 1962 bekleidete Kirschnek den Posten des Ersten Sekretärs der SED-Betriebsparteiorganisation im Staatlichen Komitee für Rundfunk. Von 1962 bis 1968 amtierte er als Stellvertreter des Vorsitzenden und bis 1971 als Mitglied des Staatlichen Komitees der DDR für Rundfunk. Von 1962 bis 1971 hatte er schließlich das Amt des Intendanten von Radio Berlin International inne.

## Auszeichnungen
- Vaterländischer Verdienstorden in Bronze (1959)
- Ernst-Moritz-Arndt-Medaille